# North College Hill
North College Hill és una població dels Estats Units a l'estat d'Ohio. Segons el cens del 2000 tenia 10.082 habitants.

## Demografia
Segons el cens del 2000, North College Hill tenia 10.082 habitants, 4.191 habitatges, i 2.535 famílies. La densitat de població era de 2.115,6 habitants/km².
Dels 4.191 habitatges en un 30,2% hi vivien nens de menys de 18 anys, en un 42,2% hi vivien parelles casades, en un 14,9% dones solteres, i en un 39,5% no eren unitats familiars. En el 34,4% dels habitatges hi vivien persones soles el 14,4% de les quals corresponia a persones de 65 anys o més que vivien soles. El nombre mitjà de persones vivint en cada habitatge era de 2,33 i el nombre mitjà de persones que vivien en cada família era de 3,03.
Per edats la població es repartia de la següent manera: un 25,5% tenia menys de 18 anys, un 7,5% entre 18 i 24, un 31,5% entre 25 i 44, un 17,5% de 45 a 60 i un 18% 65 anys o més.
L'edat mediana era de 36 anys. Per cada 100 dones de 18 o més anys hi havia 78,9 homes.
La renda mediana per habitatge era de 37.776 $ i la renda mediana per família de 45.149 $. Els homes tenien una renda mediana de 31.964 $ mentre que les dones 27.710 $. La renda per capita de la població era de 18.915 $. Aproximadament el 6,8% de les famílies i el 8,7% de la població estaven per davall del llindar de pobresa.

## Poblacions més properes
El següent diagrama mostra les poblacions més properes.